# Cimitirul Eroilor din primul război mondial din Titești
Cimitirul Eroilor din primul război mondial din Titești este un sit aflat pe teritoriul satului Titești, comuna Titești.